# Open Cali I
L'Open Cali I, i cui nomi ufficiali sono stati prima Seguros Bolivar Open Cali e poi Milo Open Cali per ragioni di sponsorizzazione, è stato un torneo professionistico maschile di tennis che faceva parte dell'ATP Challenger Tour. Si giocava annualmente sui campi in terra rossa del Club Campestre de Cali a Cali in Colombia dal 2008 al 2017.
Nel 2008 si tenne anche l'ultima edizione del Cali Challenger e nel 2014 l'unica edizione dell'Open Cali II, altri tornei Challenger disputati nella città colombiana.

## Albo d'oro

### Singolare
| Anno | Campione            | Finalista              | Punteggio     |
| ---- | ------------------- | ---------------------- | ------------- |
| 2017 | Federico Delbonis   | Guilherme Clezar       | 7–6(10), 7–5  |
| 2016 | Darian King         | Víctor Estrella Burgos | 5–7, 6–4, 7–5 |
| 2015 | Fernando Romboli    | Giovanni Lapentti      | 4–6, 6–3, 6–2 |
| 2014 | Gonzalo Lama        | Marco Trungelliti      | 6–3, 4–6, 6–3 |
| 2013 | Facundo Bagnis      | Facundo Argüello       | 6-2, 4-6, 6-3 |
| 2012 | João Souza          | Thiago Alves           | 6–2, 6–4      |
| 2011 | Alejandro Falla (2) | Eduardo Schwank        | 6–4, 6–3      |
| 2010 | Carlos Salamanca    | Júlio Silva            | 7–5, 3–6, 6–3 |
| 2009 | Alejandro Falla (1) | Horacio Zeballos       | 6–3, 6–4      |
| 2008 | Marcos Daniel       | Leonardo Mayer         | 6–2, ritiro   |

### Doppio
| Anno | Campioni                                        | Finalista                           | Punteggio        |
| ---- | ----------------------------------------------- | ----------------------------------- | ---------------- |
| 2017 | Marcelo Arévalo Miguel Ángel Reyes Varela (2)   | Sergio Galdós Fabrício Neis         | 6–3, 6–4         |
| 2016 | Nicolás Jarry Hans Podlipnik-Castillo           | Erik Crepaldi Daniel Dutra da Silva | 6–1, 7–6(6)      |
| 2015 | Marcelo Demoliner Miguel Ángel Reyes Varela (1) | Emilio Gómez Roberto Maytín         | 6–3, 6–4         |
| 2014 | Facundo Bagnis Eduardo Schwank (2)              | Nicolás Barrientos Eduardo Struvay  | 6–3, 6–3         |
| 2013 | Guido Andreozzi Eduardo Schwank (1)             | Carlos Salamanca João Souza         | 6–2, 6–4         |
| 2012 | Juan Sebastián Cabal (2) Robert Farah (2)       | Marcelo Demoliner João Souza        | 6–3, 7–6(4)      |
| 2011 | Juan Sebastián Cabal (1) Robert Farah (1)       | Facundo Bagnis Eduardo Schwank      | 7–5, 6–2         |
| 2010 | Andre Begemann Martin Emmrich                   | Gero Kretschmer Alex Satschko       | 6–4, 7–6(5)      |
| 2009 | Sebastián Prieto Horacio Zeballos               | Ricardo Hocevar João Souza          | 4–6, 6–3, [10–5] |
| 2008 | Juan Sebastián Cabal Alejandro Falla            | Brian Dabul Horacio Zeballos        | 7–6(6), 6–3      |